# Harold Cagle
Harold D. Cagle (Maud, 3 agosto 1913 – Fremont, 28 novembre 1977) è stato un velocista statunitense.

## Palmarès

### Olimpiadi
- Argento a Berlino 1936 nella staffetta 4×400 metri.